# Wilhelm Scheidt

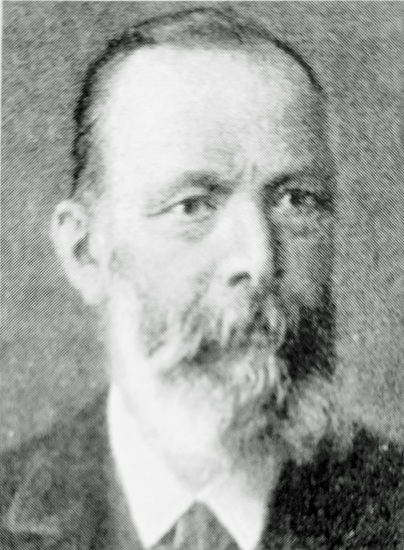
Wilhelm Scheidt

Johann Wilhelm Scheidt (* 9. Juni 1838 in Kettwig; † 27. März 1896 ebenda) war ein deutscher Fabrikant und Politiker.

## Leben und Wirken
Scheidt war der Sohn des Tuchfabrikanten und Geheimen Kommerzienrates Julius Scheidt und dessen Ehefrau Klara Juliane (Julie) geborene Fuhrmann (* 17. Dezember 1814 in Lennep; † 17. November 1891 in Kettwig). Scheidt war evangelisch und heiratete am 6. Mai 1864 Leopoldine Auguste Holthaus (* 15. August 1844 in Ronsdorf; † 19. April 1925 in Kettwig). Mit ihr hatte er die beiden Söhne Erhard August und Johann Wilhelm.
Scheidt trat 1861 in das väterliche Geschäft ein, wurde 1863 Teilhaber und übernahm nach dem Tod seines Vaters 1874 die alleinige Leitung. Er forcierte das Exportgeschäft, insbesondere in die USA, und gründete 1870 in New York die Firma „H.H. Schwietering & Co“. Damit wurden die USA zum Hauptabsatzgebiet. 1878 übernahm er zusammen mit seiner Schwiegermutter die Seidenbandweberei „Heinrich Nierhaus“ in Ronsdorf, die weltweit tätig war. Im Februar 1883 errichtete er eine Kammgarnspinnerei, die auch für andere Tuchfabriken arbeitete. Die ehemalige Kammgarnspinnerei Scheidt steht unter Denkmalschutz. Auch die ehemalige Textilfabrik Scheidt steht unter Denkmalschutz. Im Jahr 1890 übernahm er die Rather Röhrenkesselfabrik in Düsseldorf und war anschließend innerhalb eines Konsortiums an der Gründung der Röhrenkesselfabrik „Gebrüder Dürr & Co.“ in Mödling bei Wien beteiligt.
Scheidt war stellvertretender Vorsitzender des Aufsichtsrats der Zeche Consolidation in Gelsenkirchen und gehörte der Handelskammer Essen an. Am 22. Mai 1880 wurde er in den Verwaltungsrat der Westdeutschen Versicherungs-Actien-Bank in Essen gewählt. Scheidt betrieb eine betriebliche Sozialpolitik unter anderem in Zusammenarbeit mit Friedrich Bodelschwingh. So gründete er eine Fabriksparkasse und eine Kranken- und Invalidenkasse und veranlasste zudem den Bau von Arbeiterwohnhäusern in Kettwig. Drei erhaltene Wohnhäuser der Siedlung Scheidt (Bachstraße 29/31, 33/35/37, 39/41) stehen unter Denkmalschutz. Er war Kirchmeister der Kirchengemeinde, Mitglied des Schulvorstandes und Vorsitzender der Ortskrankenkasse.
Scheidt war langjähriger Stadtverordneter in Kettwig und dort ab 1871 ehrenamtlicher Erster Beigeordneter. Er gehörte dem Kreistag des Kreises Essen an. 1884 wurde er als Stellvertretender Abgeordneter in den Provinziallandtag der Rheinprovinz gewählt. Er nahm 1884 und 2/1888 an der Landtagsberatung teil. Daneben war er Mitglied im Provinzialausschuss. Er war Mitglied des Zentralkomitees der Nationalliberalen Partei (NLP) in Reichstagswahlkreis Essen.
1881 wurde er zum Kommerzienrat und im Dezember 1892 zum Geheimen Kommerzienrat ernannt. Seine Witwe Auguste geborene Holthaus stiftete 100.000 Mark für soziale Zwecke zum Andenken an ihren Mann. Anstelle ihres Mannes trat sie in die Scheidt´sche Firma ein und wurde am 13. April 1896 in das Handelsregister des Königlichen Amtsgerichts zu Werden eingetragen.
Scheidt wurde am 30. März 1896 auf dem evangelischen Friedhof an der Brederbachstraße in Kettwig beigesetzt. Im Trauerzug waren unter anderem eine Abordnung der Belegschaft der Zeche Consolidation aus Gelsenkirchen, der Kettwiger Turnverein, zwei Kettwiger Gesangsvereine, der Kettwiger Kriegerverein (dessen Vorsitzender Scheidt war), Beamte und mehrere Arbeiterinnen aus Scheidts Fabrik, die mehrere Kränze trugen. Ihnen folgten die Geistlichkeit, Verwandte und Bekannte, der Kettwiger Bürgermeister Karl Eduard Göring, die Beigeordneten und weitere Kommunalpolitiker sowie der Landrat Freiherr von Hövel. Ebenso vertreten waren höhere Beamte der Eisenbahndirektion und der Industrielle Friedrich Alfred Krupp mit Teilen seines Direktoriums.